# Ottarps kyrka
Ottarps kyrka är en kyrkobyggnad i Helsingborgs kommun. Den var fram till 2006 församlingskyrka i Ottarps församling i Lunds stift, då denna församling uppgick i Landskrona församling.

## Kyrkobyggnaden
Kyrkan uppfördes i slutet av 1100-talet eller i början av 1200-talet invid Råån som sockenkyrka i Ottarps socken. Den bestod då troligen av en sandstenskyrka i romansk stil med långhus, kor med en halvrund absid och inget torn. De rundbågiga fönstren var små och högt placerade. Till en början var sandstensmurarna troligen blottade, men senare vitkalkades kyrkans fasader. Under medeltiden genomfördes flera om- och tillbyggnader av kyrkan. Valv slogs i kyrkorummet, långhuset förlängdes åt väster och där uppfördes också senare ett klocktorn. Vid ingången till långhuset i söder uppfördes under senare medeltiden ett vapenhus, vilket dock togs bort på 1700-talet.
En större ombyggnad genomfördes 1867 efter Johan Fredrik Åboms ritningar då de östra delarna av långhuset revs och man tillförde kyrkan två långa korsarmar. Altaret flyttades till korsarmarnas centrum och koret byggdes om till sakristia genom att triumfbågen murades igen. Samtidigt revs större delen av absiden i öster.
Vid en restaurering av kyrkan 1973 påträffades rester av kalkmålningar från 1400-talet under kalkputsen i koret och resterna av absiden. I det som återstår av absidens valv och på östra muren av koret fanns en Majestas Domini-avbildning bestående av Kristus sittande på en tron omgiven av en mandorla och de fyra evangelisterna, varav endast avbildningarna av Matteus och Johannes är bevarade. Matteus gestaltas som en tvåvingad ängel hållande en bok eller inskriftstavla. En rest av vad som troligen var en avbildning av apostlarna sittande eller stående på rad kan också skönjas på absidväggen. Troligen har korets norra och södra väggar varit lika rikt bemålade före reformationen.

## Inventarier
Dopfunten härstammar från medeltiden. Den är utförd i sandsten med fyrsidig skål och prydd av rundstavar i hörnen. Till dopfunten hör ett dopfat i mässing prytt av en bottenrelief med motiv från bebådelsen som troligen härstammar från 1400-talet, och av ett brätte med evangelistsymboler, daterat 1587.
Predikstolen är daterad till 1624 och utförd i högrenässans med rikt snidade träpaneler som målats och förgyllts.

### Orgel
1847 byggdes en orgel med fyra stämmor av okänd person.
1926 byggde E F Walcker & Co, Ludwigsburg, Tyskland en pneumatisk orgel. Orgeln har fria och fasta kombinationer. Hela orgeln har en gemensam svällare.
| Manual I          | Manual II          | Pedal         | Koppel   |
| Borduna 16´       | Violinprincipal 8´ | Subbas 16´    | I/P      |
| Principal 8´      | Rörflöjt 8´        | Gedacktbas 8´ | II/P     |
| Flöjt harmonik 8' | Salicional 8'      | Violinbas 16´ | II/I     |
| Gamba 8'          | Voix céleste 8'    | Cello 8'      | II 16'/I |
| Oktava 4'         | Traversflöjt 4'    |               | II 4'/I  |
| Mixtur 3-4 chor   | Tremulant          |               | I 4'/P   |
| Trumpet 8'        |                    |               |          |

Den nuvarande orgeln byggdes 1990 av A. Mårtenssons Orgelfabrik i Lund och är en mekanisk orgel. Den har en äldre fasad.
| Huvudverk I         | Svällverk II       | Pedal        | Koppel |
| Borduna 16´         | Violinprincipal 8´ | Subbas 16´   | I/P    |
| Principal 8´        | Rörflöjt 8´        | Violinbas 8´ | II/P   |
| Flûte harmonique 8' | Salicional 8'      | Koralbas 4´  | II/I   |
| Oktava 4'           | Traversflöjt 4'    |              |        |
| Gemshorn 2'         | Principal 2'       |              |        |
| Mixtur              | Larigot 1 1/3'     |              |        |
| Trumpet 8'          | Crescendosvällare  |              |        |